# Marco Valério Messala Corvino (cônsul em 58)
Marco Valério Messala Corvino (em latim: Marcus Valerius Messalla Corvinus) foi um senador romano da gente Valéria eleito cônsul em 58 com o imperador Nero. É possível que ele tenha sido filho de Marco Aurélio Cota Máximo Messalino, cônsul em 20, um dos filhos do patrono da literatura romana Marco Valério Messala Corvino, cônsul em 31 a.C., ou de Marco Valério Messala Barbato, também cônsul em 20. Se for este o caso, sua mãe seria Domícia Lépida, a Jovem, e Corvino seria irmão de Messalina, a terceira esposa de Cláudio.
Foi o último membro patrício de sua gente.

## Carreira
Antes de 47, Corvino foi candidato a questor do imperador Cláudio na província da Lícia, onde ele e a sua esposa, Vília Flacila, foram homenageados na cidade de Limira com uma estátua. Entre 46 e 47, Corvino aparece como membro dos irmãos arvais. De janeiro a abril de 58, Corvino serviu como cônsul ordinário e de maio a junho, como cônsul sufecto com Caio Fonteio Agripa. Durante seu consulado, o Senado Romano pagou-lhe meio milhão de sestércios como subsídio para que ele mantivesse seu status senatorial.